# Wińkowce
Wińkowce (ukr. Віньківці, Wińkiwci; dawniej Zatońsk, Wońkowce) – osiedle typu miejskiego na Ukrainie, w obwodzie chmielnickim, siedziba władz rejonu wińkowieckiego.

## Historia
Założone w 1493 roku, status osiedla typu miejskiego od 1957.
W 1989 liczyło 7026 mieszkańców.
W 2013 liczyło 6429 mieszkańców.

## Pałac
- pałac wybudowany po 1863 r. w stylu włoskim przez Karola Kosielskiego[4].